# Papás por conveniencia
Papás por conveniencia est une telenovela mexicaine produite par Televisa et diffusée entre le 21 octobre 2024 et le 9 février 2025 sur Las Estrellas,.

## Synopsis
Tino est un père célibataire, criblé de dettes, qui fait face à de nombreuses difficultés pour élever ses deux enfants. Aidé, quant à elle, est une brillante femme d’affaires et mère de deux adolescents ; elle semble tout avoir, du moins en apparence. Un jour, Tino découvre qu’il est le père des enfants d’Aidé, et ensemble, ils décident de construire une nouvelle famille, même si, au départ, c’est dans leur propre intérêt. Cependant, ils vont vite se rendre compte que les choses ne sont pas aussi simples qu’ils l’imaginaient. Leur maison devient un véritable champ de bataille, et ils devront surmonter de nombreux obstacles pour trouver l’amour et atteindre enfin le bonheur.

## Distribution
- José Ron : Tino[3]
- Ariadne Díaz : Aidé
- África Zavala : Federica
- Ferdinando Valencia : Guzmán
- Ernesto Laguardia : Jason
- Daniela Luján : Clara Luz
- Martín Ricca : Rudolf
- María Chacón : Lichita
- Miguel Martínez : Chano
- Jonathan Becerra
- Lambda García : Facundo
- Sherlyn González
- Leticia Perdigón : Bertha
- Cecilia Gabriela : Pura
- Horacio Pancheri
- Victoria Viera : Circe
- Emilio Beltrán : Ulises
- Joaquín Bondoni : Checo Chamorro Chagoyan
- María Perroni : Chofis Chamorro Chagoyan
- Sandra Sánchez Cantú
- Eduardo Zayas
- Camila Núñez : Scarlet
- Constantino Alonso : Pipe
- Juan Pablo Velasco : Emiliano
- Mateo Saavedra : Chuchito Chamorro Chagoyan
- Tania Nicole : Lila
- José Remis
- Adriana Fonseca : Paulina[4]
- Roxana Puente
- Imanol Landeta[5]
- Iván Caraza
- Natalia Álvarez
- Lukas Urkijo

## Diffusion
- Las Estrellas (2024)